# HSOPA

Architettura EUTRAN come parte di una rete 3GPP LTE e SAE

HSOPA è l'acronimo di High Speed OFDM Packet Access, l'interfaccia fisica di trasmissione radio utilizzata nei primi stadi di sviluppo delle tecnologie 4G e LTE Advanced.
Il termine HSOPA è stato sostituito da E-UTRAN, acronimo di Evolved UMTS Terrestrial Radio Access Network, in pratica una forma avanzata di HSOPA, ma viene conosciuto anche come E-UTRA, Evolved Universal Terrestrial Radio Access.